# ヘロディアス (小惑星)
ヘロディアス (546 Herodias) は小惑星帯の小惑星である。エウノミア族と近い軌道を回っているが組成はC型小惑星に近く、S型小惑星で構成されるエウノミア族のメンバーではないと考えられている。
パウル・ゲッツによってハイデルベルクで発見され、新約聖書に登場するヘロデ・アンティパスの后ヘロディアから命名された。